# Scaphiopus hurterii
Cóc chân xẻng Hurter (danh pháp khoa học: Scaphiopus hurteri) là một loài cóc chân xẻng tìm thấy ở phía nam trung bộ Hoa Kỳ (Texas, Louisiana, Arkansas, Oklahoma) và miền bắc Mexico. Loài cóc này đã từng được phân loại là phân loài của cóc chân xẻng phía đông (Scaphiopus holbrookii), nhưng nó đã được nâng thành loài riêng. Danh pháp chi tiết hurterii vinh danh nhà tự nhiên học người Mỹ gốc Thụy Sĩ và người phụ trách của Học viện Khoa học Louis, Julius Hurter.